# Donje Jesenje
Donje Jesenje – wieś w Chorwacji, w żupanii krapińsko-zagorskiej, w gminie Jesenje. W 2011 roku liczyła 359 mieszkańców.